# Taylor Barnard
Taylor Barnard (Norwich, 1º giugno 2004) è un pilota automobilistico britannico, è diventato il più giovane pilota a partecipare alla Formula E all'età di 19 anni grazie al suo debutto nell'E-Prix di Monaco 2024.
Vice campione della Formula 4 tedesca e della Formula Regional Middle East. Dal maggio del 2018 è seguito dal campione del mondo di Formula 1, Nico Rosberg.
Il 15 Febbraio 2025 in seguito alla pole position conquistata nel secondo round del double-header a Jeddah, Taylor Barnard diventa il pilota più giovane nella storia della Formula E a conquistare la prima posizione in qualifica.

## Carriera

### Kart e Formula 4

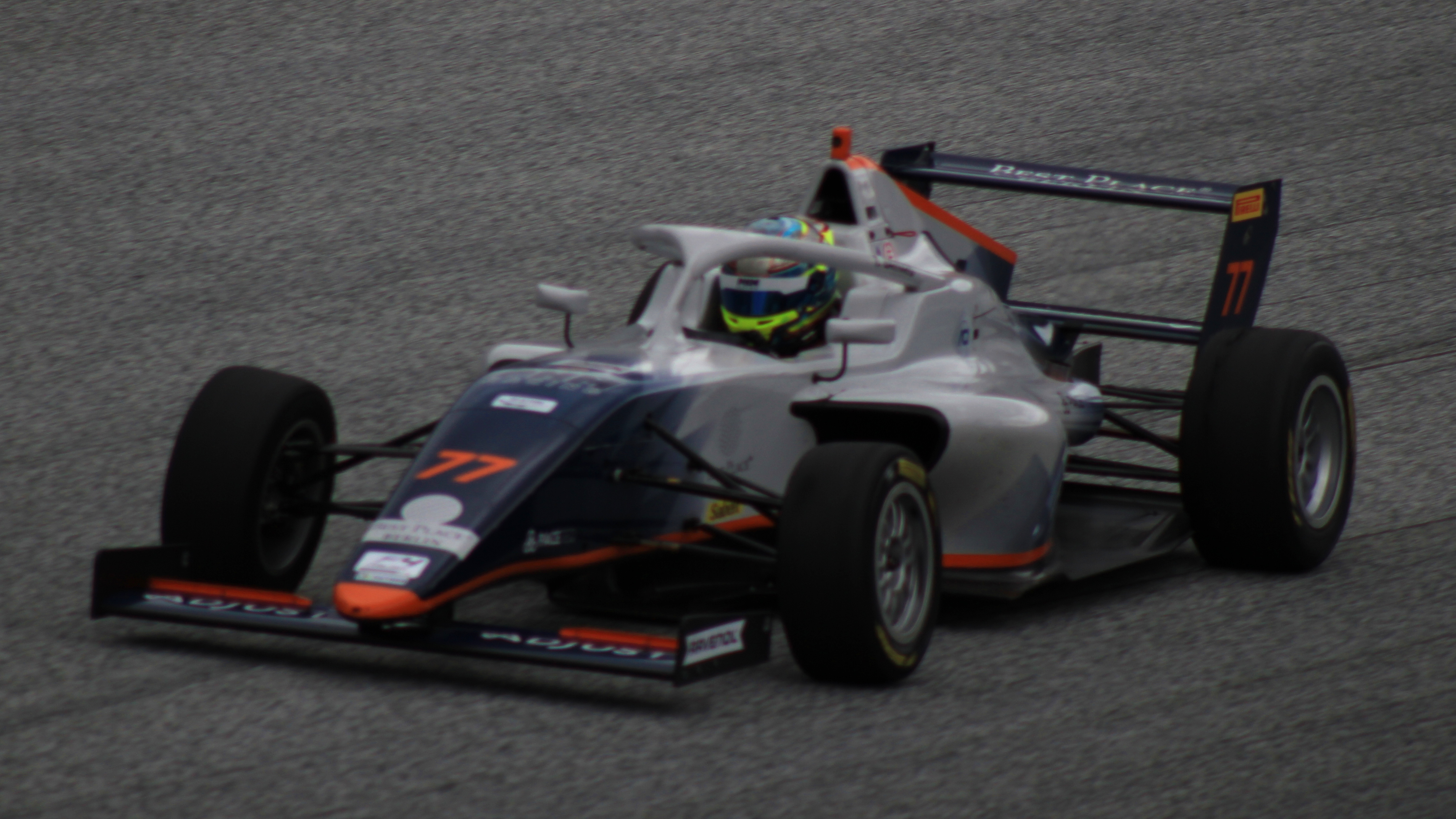
Taylor Barnard con il team PHM Racing nel 2022

Nel 2014, Taylor Barnard inizia a competere nel karting ottenendo ottimi risultati a livello nazionale, tra cui due vittorie del Kartmasters British Grand Prix nel 2015 e 2017 e il campionato Super 1 National nel 2017. Nel 2019, dopo aver vinto le WSK Final Cup, entra nel Rosberg Racing Academy con cui vince per due volte la WSK Champions Cup nella classe OK e arriva secondo nel Campionato europeo FIA di Kart dietro al italiano, Andrea Kimi Antonelli.
L'anno seguente esordisce in monoposto partecipando alla Formula 4 ADAC con il team BWR Motorsport, Barnard si dimostra subito competitivo e ottiene un quarto posto come miglior risultato. Nel 2022 si unisce al team PHM Racing con cui partecipa alla Formula 4 EAU, dove ottiene una vittoria, alla Formula 4 italiana dove chiude ottavo in classifica e alla Formula 4 ADAC dove ottiene cinque vittorie e diventa vice campione dietro ad Antonelli.

### Formula 3

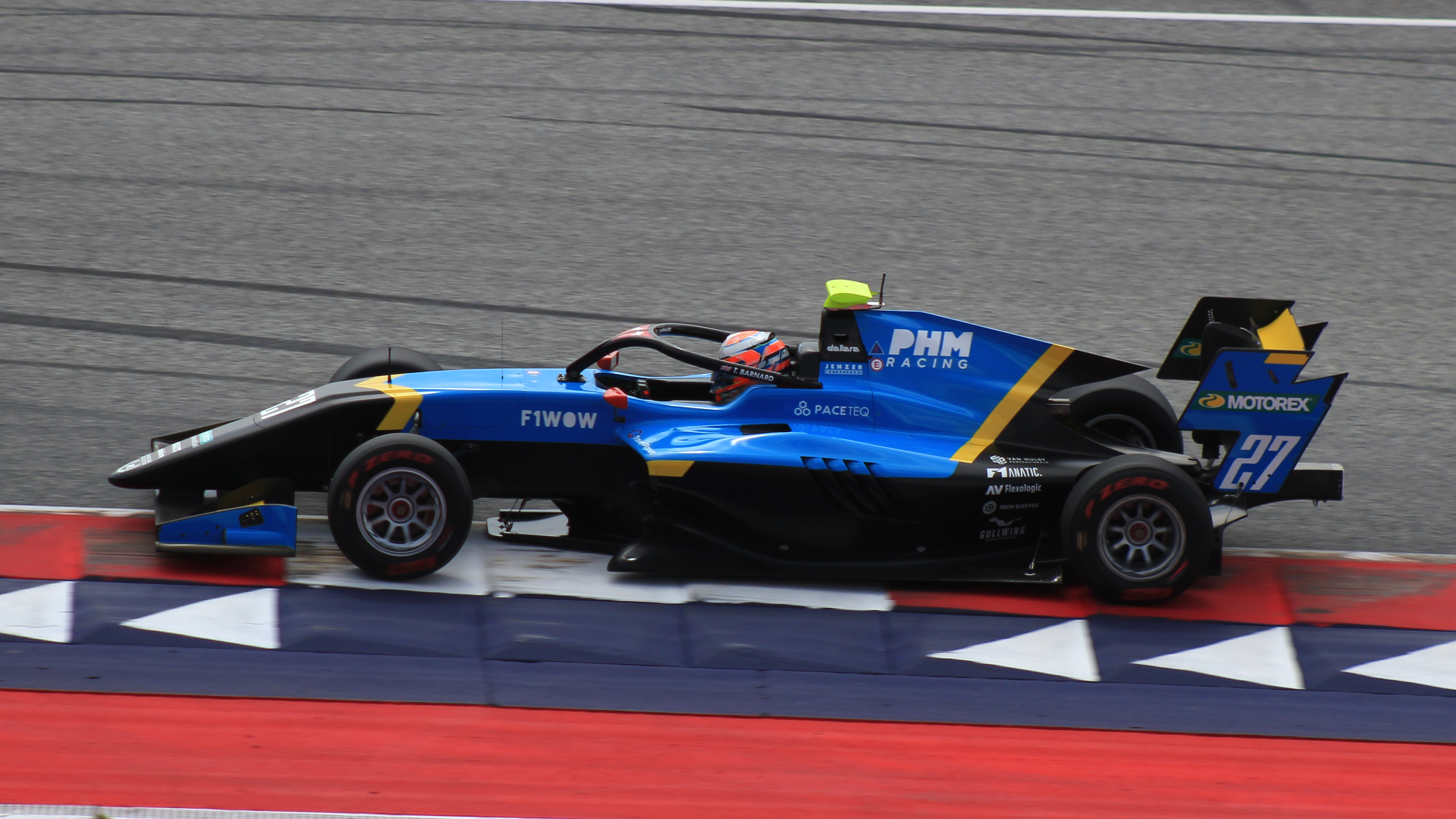
Taylor Barnard durante il suo primo anno di Formula 3 (2023)

Per i primi mesi del 2023, Barnard rimane legato al team PHM Racing con cui partecipa alla Formula Regional Middle East. Il pilota britannico si dimostra molto competitivo, ottiene otto podi tra cui due vittorie sul Circuito di Kuwait. Come in Formula 4 chiude la stagione al secondo posto dietro ancora una volta ad Antonelli.
Nel resto dell'anno lascia il team PHM per unirsi al team svizzero Jenzer Motorsport, prendendo parte al Campionato di Formula 3. Il team si dimostra poco competitivo, nella prima metà della stagione Barnard raccoglie pochi punti ma riesce a mettersi in luce nella prima corsa di Montecarlo dove ottiene un ottimo quinto posto. Il penultimo round della stagione è a Spa-Francorchamps, weekend determinato da un tempo molto incerto, il pilota britannico ottiene il secondo posto in gara uno e riesce a vincere gara due davanti al connazionale Christian Mansell. In queste due corse dimostra molta velocità e abilità ad adattarsi alle diverse condizioni meteo. Nel ultima gara stagionale a Monza ottiene un altro podio nella serie arrivando terzo dietro Jonny Edgar e Zak O'Sullivan. Barnard finisce la sua prima stagione in F3 al decimo posto.
Nei primi mesi del 2024 Barnard torna nella Formula Regional Middle East correndo per il team PHM Racing. Il pilota britannico ottiene cinque vittorie ed diventa per il secondo anno consecutivo vice campione dietro a Tuukka Taponen.

### Formula 2
Per la stagione 2024 passa in Formula 2 correndo con il team PHM Racing (rinominato AIX Racing) insieme a Joshua Dürksen. Nella Sprint Race di Montecarlo Barnard parte in pole, grazie alla griglia invertita dei primi dieci, e riesce a vincere la corsa. Visto il suo passaggio in Formula E lascia il programma di Formula 2 saltano gli ultimi quattro appuntamenti della serie.

### Formula E

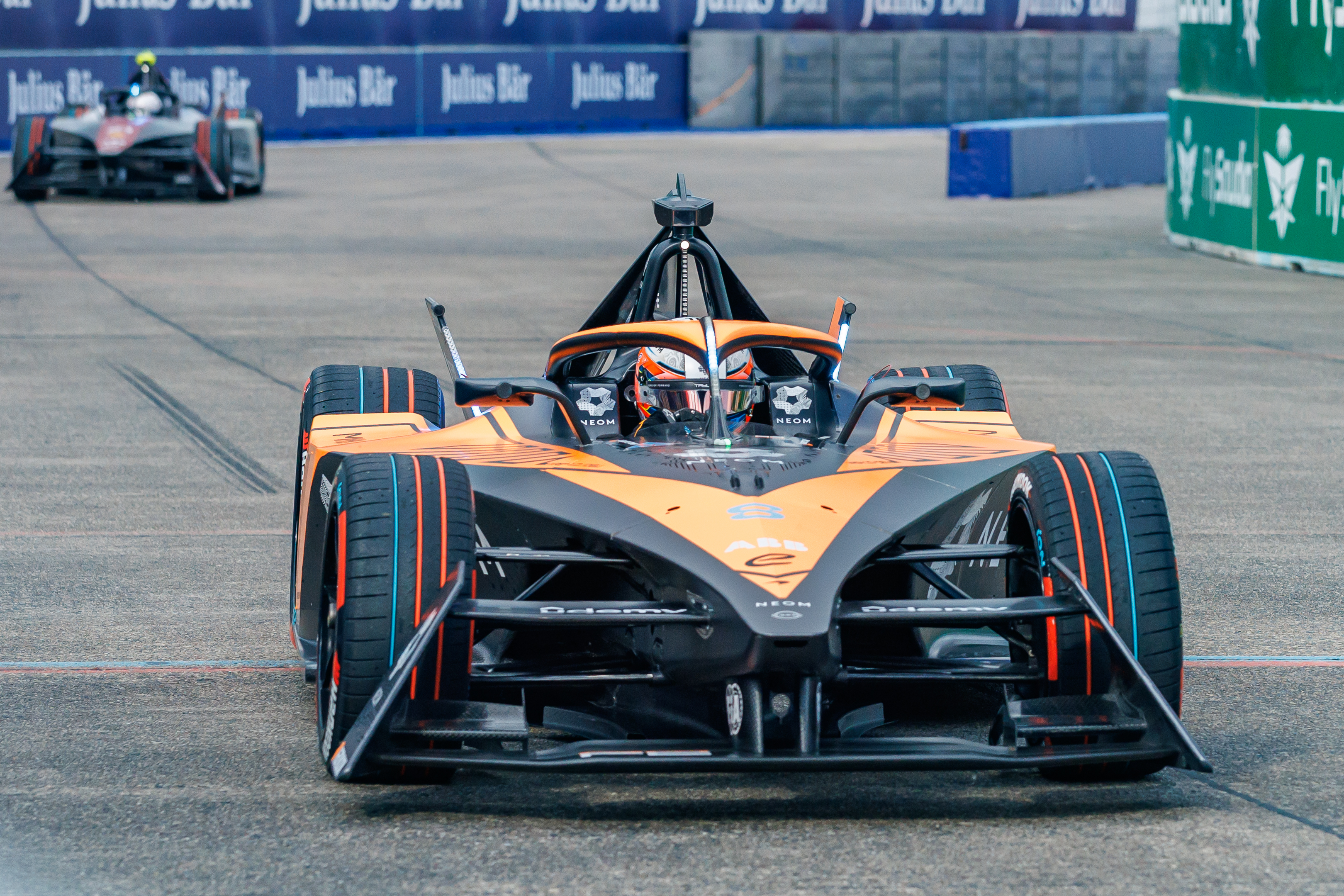
Taylor Barnard con il team McLaren nel 2024

Nel ottobre del 2023 partecipa a Valencia ai test Rookie della Formula E con il team Neom McLaren Formula E. Dalla stagione 2023-2024 diventa pilota di riserva del team britannico. Nel aprile del 2024 prende parte ai Rookie test sul Circuito di Misano. Visto l'infortunio alla mano di Sam Bird, Barnard esordisce in Formula E durante il E-Prix di Monaco. Vista l'operazione di Bird, Barnard prende parte anche all'E-Prix di Berlino, dove nelle due gare riesce a chiudere in zona punti. Con il debutto a Monaco è diventato il più giovane pilota a partecipare alla Formula E all'età di 19 anni. 
Per la stagione 2024-2025 di Formula E viene promosso dalla McLaren a pilota titolare al fianco di Sam Bird. Nell'E-Prix di San Paolo, prima gara stagione ottiene il suo primo podio nella categoria arrivando terzo dietro Mitch Evans e António Félix da Costa. Nel E-Prix di Jeddah ottiene il terzo posto nella prima gara, mentre ottiene la Pole position in gara due, diventando il più giovane pilota a riuscirci. 

## Risultati

### Riassunto della carriera
| Stagione | Serie                        | Team              | Gare | Vittorie | Pole | G.V | Podio | Punti | Pos. |
| -------- | ---------------------------- | ----------------- | ---- | -------- | ---- | --- | ----- | ----- | ---- |
| 2021     | Formula 4 ADAC               | BWR Motorsport    | 12   | 0        | 0    | 0   | 0     | 17    | 17º  |
| 2022     | Formula 4 EAU                | PHM Racing        | 20   | 1        | 0    | 0   | 1     | 80    | 9º   |
| 2022     | Formula 4 ADAC               | PHM Racing        | 18   | 5        | 2    | 3   | 10    | 266   | 2º   |
| 2022     | Formula 4 italiana           | PHM Racing        | 20   | 0        | 0    | 0   | 1     | 103   | 8º   |
| 2023     | Formula Regional Middle East | PHM Racing        | 15   | 2        | 3    | 1   | 8     | 152   | 2º   |
| 2023     | Formula 3                    | Jenzer Motorsport | 18   | 1        | 0    | 0   | 3     | 72    | 10°  |
| 2024     | Formula Regional Middle East | PHM Racing        | 15   | 5        | 4    | 1   | 6     | 176   | 2º   |
| 2024     | Formula 2                    | AIX Racing        | 20   | 0        | 0    | 0   | 0     | 18    | 21º  |
| 2024     | Formula E                    | NEOM McLaren      | 3    | 0        | 0    | 0   | 0     | 5     | 22º  |

* Stagione in corso.

### Formula 4 ADAC
| Stagione | Team            | 1   | 2   | 3   | 4   | 5   | 6   | 7   | 8   | 9   | 10  | 11  | 12  | 13  | 14  | 15  | 16  | 17  | 18  | Punti | Pos. |
| -------- | --------------- | --- | --- | --- | --- | --- | --- | --- | --- | --- | --- | --- | --- | --- | --- | --- | --- | --- | --- | ----- | ---- |
| 2021     | BWR Motorsports | RBR | RBR | RBR | ZAN | ZAN | ZAN | HOC | HOC | HOC | SAC | SAC | SAC | HOC | HOC | HOC | NUR | NUR | NUR | 17    | 17º  |
| 2021     | BWR Motorsports | 14  | 13  | 4   | 14  | Rit | 9   | Rit | 12  | 10  |     |     |     |     |     |     | 11  | 11  | 14  | 17    | 17º  |
| 2022     | PHM Racing      | SPA | SPA | SPA | HOC | HOC | HOC | ZAN | ZAN | ZAN | NUR | NUR | NUR | LAU | LAU | LAU | NUR | NUR | NUR | 266   | 2º   |
| 2022     | PHM Racing      | 6   | 6   | 15  | 3   | 4   | 3   | 6   | 6   | 4   | 1   | 1   | 3   | 2   | 1   | 1   | 4   | 2   | 1   | 266   | 2º   |

### Formula 4 italiana
| Stagione | Team       | 1   | 2   | 3   | 4   | 5   | 6   | 7   | 8   | 9   | 10  | 11  | 12  | 13  | 14  | 15  | 16  | 17  | 18  | 19  | 20  | 21  | Punti | Pos. |
| -------- | ---------- | --- | --- | --- | --- | --- | --- | --- | --- | --- | --- | --- | --- | --- | --- | --- | --- | --- | --- | --- | --- | --- | ----- | ---- |
| 2022     | PHM Racing | IMO | IMO | IMO | MIS | MIS | MIS | SPA | SPA | SPA | VAL | VAL | VAL | RBR | RBR | RBR | MON | MON | MON | MUG | MUG | MUG | 103   | 8º   |
| 2022     | PHM Racing | 6   | 10  | 4   | Rit | 12  | 9   | 7   | 31† | 9   | 5   | 2   | 5   | 22  | 13  | 9   | 5   | 4   | C   | 9   | 14  | 6   | 103   | 8º   |

### Risultati Formula Regional Middle East
(legenda) (Le gare in grassetto indicano la pole position) (Le gare in corsivo indicano Gpv)
| Stagione | Squadra        | 1   | 2   | 3   | 4   | 5   | 6   | 7   | 8   | 9   | 10  | 11  | 12  | 13  | 14  | 15  | Punti | Pos. |
| -------- | -------------- | --- | --- | --- | --- | --- | --- | --- | --- | --- | --- | --- | --- | --- | --- | --- | ----- | ---- |
| 2023     | PHM Racing     | DUB | DUB | DUB | KMT | KMT | KMT | KMT | KMT | KMT | DUB | DUB | DUB | ABU | ABU | ABU | 152   | 2º   |
| 2023     | PHM Racing     | 3   | 3   | Rit | 3   | 1   | Rit | 4   | 24  | 1   | 3   | 3   | 2   | 14  | 9   | 4   | 152   | 2º   |
| 2024     | PHM AIX Racing | ABU | ABU | ABU | ABU | ABU | ABU | DUB | DUB | DUB | ABU | ABU | ABU | ABU | ABU | ABU | 176   | 2º   |
| 2024     | PHM AIX Racing | 1   | 8   | 1   | 16  | 22  | 3   | 1   | 8   | 4   | 1   | 14  | 5   | 8   | 1   | 9   | 176   | 2º   |

### Risultati in Formula 3
(legenda) (Le gare in grassetto indicano la pole position) (Le gare in corsivo indicano Gpv)
| Anno | Team              | 1   | 2   | 3   | 4   | 5   | 6   | 7   | 8   | 9   | 10  | 11  | 12  | 13  | 14  | 15  | 16  | 17  | 18  | Punti | Pos. |
| ---- | ----------------- | --- | --- | --- | --- | --- | --- | --- | --- | --- | --- | --- | --- | --- | --- | --- | --- | --- | --- | ----- | ---- |
| 2023 | Jenzer Motorsport | BHR | BHR | MEL | MEL | MON | MON | CAT | CAT | RBR | RBR | SIL | SIL | HUN | HUN | SPA | SPA | MNZ | MNZ | 72    | 10°  |
| 2023 | Jenzer Motorsport | 14  | 16  | Rit | 9   | 5   | 8   | 9   | 9   | 27  | 12  | 30  | 21  | 12  | 14  | 2   | 1   | 4   | 3   | 72    | 10°  |

### Risultati in Formula 2
(legenda) (Le gare in grassetto indicano la pole position) (Le gare in corsivo indicano Gpv)
| Anno | Team       | 1   | 2   | 3   | 4   | 5   | 6   | 7   | 8   | 9   | 10  | 11  | 12  | 13  | 14  | 15  | 16  | 17  | 18  | 19  | 20  | 21  | 22  | 23  | 24  | 25  | 26  | 27  | 28  | Punti | Pos. |
| ---- | ---------- | --- | --- | --- | --- | --- | --- | --- | --- | --- | --- | --- | --- | --- | --- | --- | --- | --- | --- | --- | --- | --- | --- | --- | --- | --- | --- | --- | --- | ----- | ---- |
| 2024 | AIX Racing | BHR | BHR | JED | JED | ALB | ALB | IMO | IMO | MON | MON | CAT | CAT | RBR | RBR | SIL | SIL | HUN | HUN | SPA | SPA | MNZ | MNZ | BAK | BAK | LUS | LUS | YMC | YMC | 18    | 21°  |
| 2024 | AIX Racing | Rit | 16  | 13  | 13  | 13  | 17  | SQ  | 20  | 1   | 11  | 19  | Rit | 12  | 8   | 9   | 14  | 7   | 9   | 16  | 13  |     |     |     |     |     |     |     |     | 18    | 21°  |

### Risultati in Formula E
| Stagione | Squadra                 | Vettura           | 1                   | 2            | 3           | 4                                               | 5      | 6      | 7      | 8      | 9      | 10    | 11  | 12  | 13  | 14  | 15  | 16  | Punti | Pos |
| --- | ----------------------- | ----------------- | ------------------- | ------------ | ----------- | ----------------------------------------------- | ------ | ------ | ------ | ------ | ------ | ----- | --- | --- | --- | --- | --- | --- | ----- | --- |
| 2023-24 | NEOM McLaren            | Nissan e-4ORCE 04 | MEX                 | DIR          | DIR         | SAP                                             | TOY    | MIS    | MIS    | MON 14 | BER 10 | BER 8 | SHA | SHA | POR | POR | LON | LON | 5     | 22º |
| 2024-25 | NEOM McLaren            | Nissan e-4ORCE 05 | SAP 3               | MEX 14       | JED 3       | JED 2                                           | MIA 20 | MON 16 | MON 16 | TOK    | TOK    | SHA   | SHA | GIA | BER | BER | LON | LON | 54*   |     |
| \| Legenda \| 1º posto \| 2º posto \| 3º posto \| A punti \| Senza punti \| Grassetto=Pole position Corsivo=Giro più veloce \| \| Legenda \| Solo prove/Terzo pilota \| Non qualificato \| Ritirato/Non class. \| Squalificato \| Non partito \| Grassetto=Pole position Corsivo=Giro più veloce \| |                         |                   |                     |              |             |                                                 |        |        |        |        |        |       |     |     |     |     |     |     |       |     |
| Legenda | 1º posto                | 2º posto          | 3º posto            | A punti      | Senza punti | Grassetto=Pole position Corsivo=Giro più veloce |        |        |        |        |        |       |     |     |     |     |     |     |       |     |
| Legenda | Solo prove/Terzo pilota | Non qualificato   | Ritirato/Non class. | Squalificato | Non partito | Grassetto=Pole position Corsivo=Giro più veloce |        |        |        |        |        |       |     |     |     |     |     |     |       |     |

* Stagione in corso.